# Parapercis atlantica
Parapercis atlantica är en fiskart som först beskrevs av Vaillant, 1887.  Parapercis atlantica ingår i släktet Parapercis och familjen Pinguipedidae. IUCN kategoriserar arten globalt som otillräckligt studerad. Inga underarter finns listade i Catalogue of Life.